# Il balio asciutto
Il balio asciutto (Rock-A-Bye Baby)
è un film comico musicale del 1958 con protagonista Jerry Lewis, scritto e diretto da Frank Tashlin.

## Trama
Clayton Poole è un tecnico che ripara apparecchi televisivi in un paesino, mentre la sua ex fidanzata Carla Naples è diventata una famosa star del cinema. Quando Carla sposa un torero messicano, che muore subito dopo il matrimonio, scopre di aspettare un bambino. Il suo manager, Harold Herman cerca di soffocare lo scandalo, che potrebbe distruggere la carriera di lei, rimandando Carla al paese natio e dicendo a tutti che si sta preparando in gran segreto per interpretare un nuovo ruolo, la protagonista del kolossal religioso La vergine bianca sul Nilo. Carla torna da Clayton cercando aiuto, e lui accetta di prendersi cura del bambino quando nascerà.
Ma Carla partorisce ben tre gemelli, e Clayton scopre di dover essere sposato prima di poterli adottare, così prende in moglie la sorella più giovane di Carla, Sandy, che è innamorata di lui da sempre. La stampa scopre la storia dei gemelli, e Carla racconta ai giornalisti che lei e Clayton sono in realtà segretamente sposati. Accusato di bigamia, Clayton scappa con i bambini fino a quando tutto l'equivoco viene chiarito.
Nove mesi dopo, Sandy dà alla luce addirittura cinque gemelli, e ben presto una statua raffigurante Clayton e i suoi cinque figli viene eretta in suo onore nella piazza principale della cittadina.